# Gonomyia bruchi
Gonomyia bruchi är en tvåvingeart som beskrevs av Alexander 1920. Gonomyia bruchi ingår i släktet Gonomyia och familjen småharkrankar. Inga underarter finns listade i Catalogue of Life.